# Phelsuma parkeri
Phelsuma parkeri este o specie de șopârle din genul Phelsuma, familia Gekkonidae, descrisă de Loveridge 1941. Conform Catalogue of Life specia Phelsuma parkeri nu are subspecii cunoscute.